# Sisante
Sisante és un municipi de la província de Conca a la comunitat autònoma de Castella la Manxa, situat al sud-occidental de la província a 102 km de Conca. Té una superfície de 136,3 i en el cens de 2007 tenia 1859 habitants. El codi postal és 16700.

## Personatges il·lustres
- Josep Àngel Saiz Meneses, eclesiàstic.